# Velika loža Tasmanije
Velika loža Tasmanije je prostozidarska velika loža v Tasmaniji, ki je bila ustanovljena 26. junija 1890.
Združuje 60 lož, ki imajo skupaj 4.300 članov.